# Humberto Teixeira
Humberto Teixeira, (Iguatu, 1915. január 5. – Rio de Janeiro, 1979. október 3.) brazil fuvolás, mandolinos, zeneszerző, író, költő, jogász, politikus. Luiz Gonzagával együtt írta meg korszakuk egyik legfontosabb dalát, az Asa Brancát 1947-ben. Teixeirát a baião specialistájaként is ismerik. 
Teixeira Brazília zenei szerzői jogi törvényeinek megírásáról is nevezetes.

## Pályafutása
Zenei rátermettségét már fiatalon bizonyította. Hatéves korában megtanult nádsípon, furulyán és mandolinon játszani. Nagybátyja, Lafaiete Teixeira karmester volt az első zenetanára. Tizenháromévesen fejezte be első kompozícióját, a „Miss Hermengarda-t”. Furulyázott a „Cine Majestic” São Paulo-i némafilm-moziban.
Tizenötéves korában Rio de Janeiro-ba költözött. Három évvel később megnyerte a „Meu Pecadinho” díjat az „O Malho” karneváli zenei versenyen. Első lemezre vett műve a „Sinfonia do Cafe” volt, amelyet Lirio Panacallival komponált.
1954-ben Teixeira belépett a politikába, és szövetségi állami tisztviselő lett.
Teixeira feleségül vette Margaridát, egy koncertzongoristát, aki színésznőként Margot Bittencourt néven volt ismert. Elhagyta őt Luís Jatobáért, egy újságíróért, aki korábban Teixeiráékkal lakott ugyanabban a bérházban. 1962-ben történt válásuk után soha nem nősült meg újra.
Lányuk, Denise Dummont színésznő, aki New Yorkban él.

## Díjak
- 2015: Ordem do Mérito Cultural